# 羅馬人 (電影)
《羅馬人》（英語：Romans）是一套英國戲劇類電影，上映於2017年，導演為路德維希·莎瑪西亞和保羅·莎瑪西亞。演員包括奥兰多布鲁姆、詹妮特·蒙哥馬利、查理·克里德-邁爾斯、安妮·里德、 亞歷克斯·弗爾斯和喬許·梅耶斯。故事是關於主角童年遭到神父性侵，長大後留下心理陰影。

## 劇情
主角麥爾基(奧蘭多布魯姆飾)目前擔任教堂拆除的工作，他與朋友及女友聚會，然而卻遇到了造成他長年來惡夢的那位神父。麥爾基十二歲的時候，去教堂做禮拜，卻被一個受人崇拜、敬愛的天主教神父性侵，他因此沉默了三天，從此不信任何人，並藉著自我虐待來迴避關於他的童年記憶。他的精神受到極大的創傷，而多年後再次見到那位神父，又再次讓他想起童年的記憶，情緒也變得不穩定，他與女友艾瑪爭吵嚴重爭吵，並毆打他的朋友，而他的母親卻只看到他失控的行為，而不清楚麥爾基失控的原因，因此狠狠地訓斥他。麥爾基非常痛苦，他認為自己有罪，並以剪刀自殘，然而他的母親卻在他治療傷口那晚去世，麥爾基回到家發現母親已經沒有呼吸，只留下聖經,他母親正在閱讀「羅馬書 第12章20節」：你的仇敵若餓了,就給他食物；若渴了，就請他喝水。麥爾基最後釋懷，原諒神父，放過自己；而神父在聽了當年那位男孩的告解後，感到非常愧疚...

## 演員
- 奧蘭多布魯姆飾演 Malky[1]
- 珍妮特·蒙哥馬利 飾演Emma[2]
- 查理·克里德-邁爾斯 飾演Paul
- 安妮·里德
- 亞歷克斯·弗爾斯
- 喬許·梅耶斯 飾演Colin
- 詹姆斯·斯米利 飾演Jimmy
- 凱爾里斯 飾演Mick
- 羅里·諾蘭 飾演Billy
- 夏洛特鮑威爾 飾演 Lou

## 製作
《羅馬人》在英國拍攝，是真實事件改編，並根據2008年拍攝的短片《Romans 12:20》所拍攝。
奧蘭多布魯姆於2015年11月10日加入 ,珍妮特蒙哥马利於2015年11月27日加入 演員陣容。於2015年11月16日開始主要拍攝。

## 發行
於2017年7月1日晚上6:00(當地時間)在 2017年度的愛丁堡國際電影節首映。

## 評價
被蘇格蘭媒體(影評人Ross Miller)選為這次電影節的優秀電影，評價《羅馬人》是部難以用隻字片語形容的電影，它使用沉重的題材,關於受性侵所受的心理創傷後掙扎寬恕的歷程，深具挑戰及衝擊力。 而英國影評網站eyeforfilm 上也獲得良好的評價，Andrew Robertson形容《羅馬人》：有層次、主題明確、衝擊視覺，是一部不可錯過的電影。

## 外部連結
- 互联网电影数据库（IMDb）上《羅馬人》的资料（英文）